# Baie aux Tortues
La baie aux Tortues est une baie mauricienne située au nord-ouest de l'île Maurice.